# L'Ardoise
Pour les articles homonymes, voir L'Ardoise (homonymie).
L'Ardoise est un village sur l'île du Cap-Breton. C'est un village de pêcheurs qui fut prospère au XIXe siècle. Il est situé dans le comté de Richmond, sur le chemin # 247, qui lie Saint-Pierre à Pointe-Michaud.

## Histoire
Lors du Treaté d'Utrecht en 1713, la France céda une partie de l'Acadie et Terre-Neuve à l'Angleterre. Plusieurs familles acadiennes voulaient rester fidèles à la couronne française. Ils quittèrent l'Acadie pour s'installer sur l'Île Royale. Dans les termes du Traité d'Utrecht, l'île du Cap Breton demeure sous le contrôle de la France. Ces familles acadiennes étaient les premières familles à fonder l’Ardoise. Dès 1720, il y avait plusieurs familles, avec un total de 60 personnes qui vivaient à l’Ardoise. Ces premiers pionniers acadiens ont nommé le village l’Ardoise à cause des abondants dépôts de roches et d'ardoise qui se trouvaient le long de la rive. Ces nouveaux colons vivaient de pêche et de travaux connexes. Ils avaient des grands jardins, des bœufs, des moutons, des chevaux, des poules et un bon nombre de bateaux; plusieurs étant assez grands pour transporter du bois ou autres provisions au village.